# 가리야정 (효고현)
가리야정(仮屋町)은 효고현 쓰나군에 설치되었던 정이다. 현재의 아와지시 북동부에 해당한다.

## 역사
- 1889년 4월 1일 -정촌제 시행에 의해 이와야촌, 에히라촌의 구역을 가지고 쓰나군 가리야촌이 성립하였다.
- 1912년 3월 1일 - 정으로 승격해 가리야정이 되었다.
- 1956년 4월 1일 - 이와야정, 우라촌, 다마구치촌과 합병해, 아와지정이 성립, 동일 이와야정은 폐지되었다.

## 교통

### 도로
- 국도 제28호선

## 참고문헌
- 角川日本地名大辞典 28 兵庫県